# Gertrud av Babenberg
Gertud av Babenberg, född 1118, död 1150, var en hertiginna av Böhmen, gift med hertig Vladislav II av Böhmen. Vigseln ägde rum år 1140. Gertrud ska ha infört tre klosterordnar till Böhmen: Premonstratenserorden, Cisterciensorden och hospitalisorden. 